# جائزة إيطاليا الكبرى 2019
جائزة إيطاليا الكبرى 2019 هو سباق فورمولا 1 أقيم بتاريخ 8 سبتمبر 2019 في حلبة مونزا، إيطاليا. كان الرابع عشر من أصل 21 في بطولة العالم لسباقات الفورمولا واحد موسم 2019. حلّ الموناكي شارل لوكلير أولا بينما جاء الفنلندي فالتيري بوتاس في المركز الثاني وحصل على المركز الثالث البريطاني لويس هاملتون.